# Kraljevci (Sveti Jurij ob Ščavnici, Slovenija)
Kraljevci je naselje u slovenskoj Općini Svetom Juriju ob Ščavnici. Kraljevci se nalazi u pokrajini Štajerskoj i statističkoj regiji Pomurju. 

## Stanovništvo
Prema popisu stanovništva iz 2002. godine naselje je imalo 157 stanovnika.